# Luna (ukrainische Sängerin)

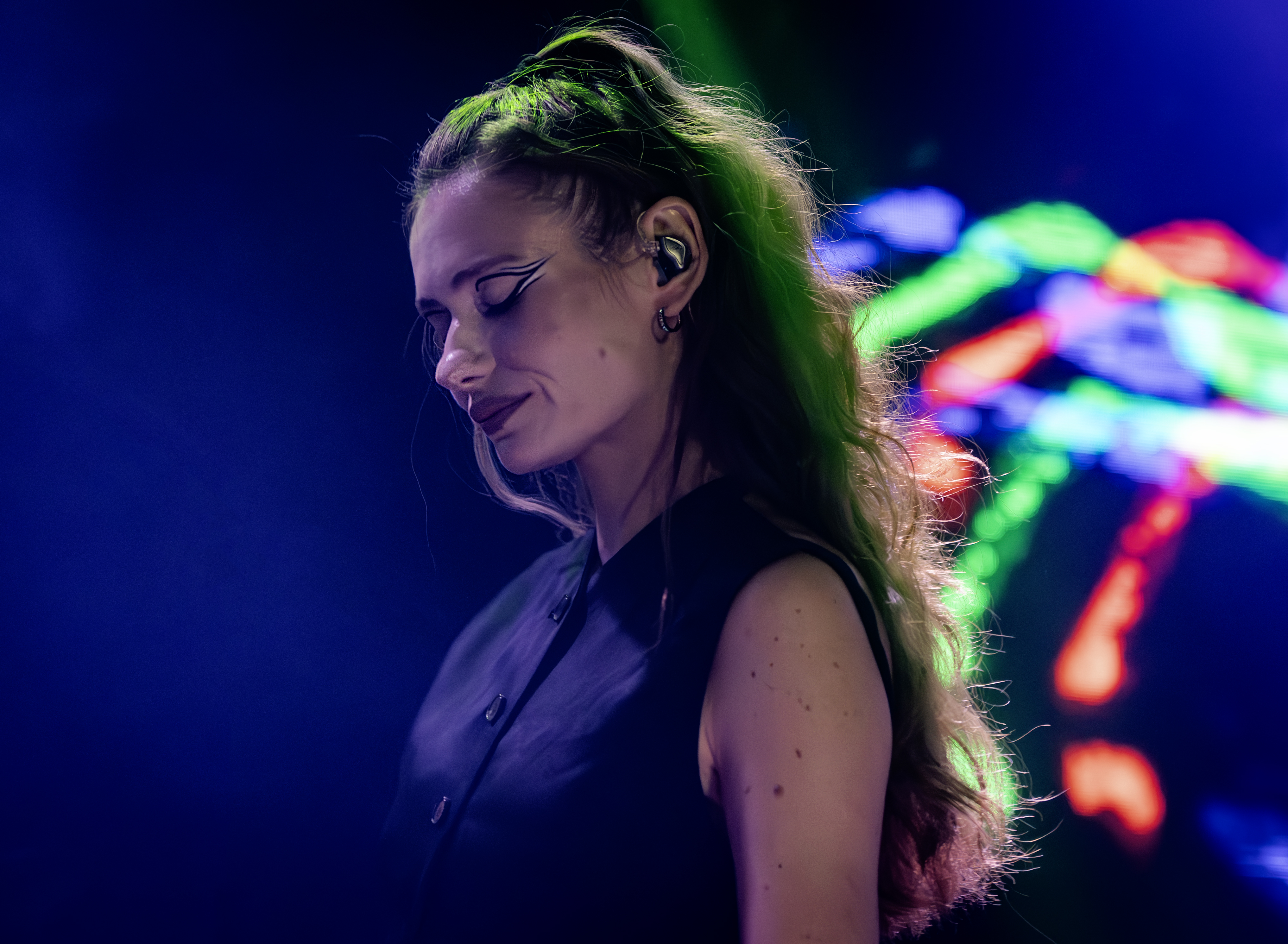
Luna in Israel (2024)

Luna (ukrainisch Луна, bürgerlich Chrystyna Wiktoriwna Bardasch, ukrainisch Христина Вiкторiвна Бардаш, * 28. August 1990 in Chemnitz, Deutsche Demokratische Republik) ist eine ukrainische Sängerin, Videoregisseurin und Model.

## Biografie
Ihr Vater diente im Militär. Die Familie lebte zwei Jahre in Chemnitz und zog dann in die Ukraine, wo sie sich in Kiew niederließ. An einer Kunstschule lernte sie zwei Jahre lang Solfège und Gesang, besuchte einen Chor und nahm Gitarrenunterricht. Sie studierte Journalismus an einer Universität und arbeitete parallel als Regisseurin für Musikvideos für Künstler wie Basta. Sie nahm auch an Projekten als Model teil.
2016 präsentierte sie in Kiew ihr erstes Album. Im Anschluss ging sie auf eine Konzerttournee in Riga, Jekaterinburg und Moskau. Für ihre Musik sind eine charakteristische melancholische Stimmung und der Pop-Klang im Stil der 90er Jahre erkennbar. Kritiker verglichen ihre Musik beispielsweise mit der von Linda. Im August 2016 wurde Luna in der Vogue als „das Gesicht der musikalischen Revolution in der Ukraine“ bezeichnet. Ende 2016 veröffentlichte sie das Mini-Album Grustny dens (Trauriger Tanz), das am ersten Tag den ersten Platz bei iTunes Ukraine und den zweiten Platz bei iTunes Russland und iTunes Armenien belegte.
Im November 2017 trat sie in Iwan Urgants Late-Night-Show Wetschernij Urgant bei Perwy kanal auf. 2018 wurden drei ihrer Lieder Teil des offiziellen Soundtracks des Films Podbrossy. Im Herbst 2020 trat sie im Konzertsaal Stereo Plaza in Kiew auf. Im Frühjahr 2021 wirkte sie in einer Werbung für Versace mit. Gleichzeitig unternahm sie eine Tournee durch mehrere ukrainische Städte. Die für Juli und August geplanten Konzerte in Russland wurden aufgrund der ungünstigen epidemiologischen Lage auf September verschoben. Im Sommer 2022 unternahm Luna eine Tournee durch die Städte Warschau, Tallinn, Riga und Vilnius. Im Herbst darauf trat sie in Tel Aviv und Berlin auf.

## Diskografie
Studioalben

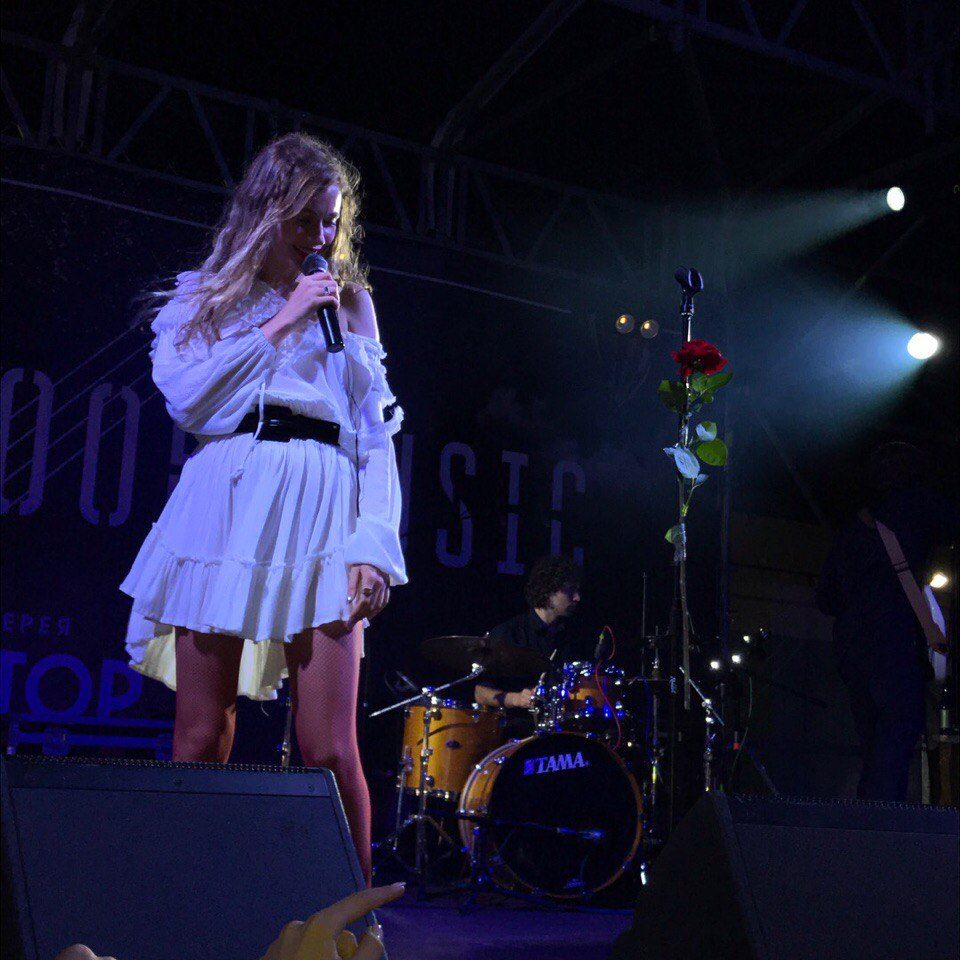
Luna in Rostow am Don (2017)

- 2016: Mag-ni-ty (Electronica, Kruzheva Music)
- 2017: Ostrow swobody (Luna Prod.)
- 2018: Sakoldowannyje sny (Luna Prod.)
- 2019: Trans (Luna Prod.)
- 2023: Illusion (Luna Prod.)
- 2024: Metschty (Luna Prod.)